# Департамент природопользования и охраны окружающей среды города Москвы
Департамент природопользования и охраны окружающей среды города Москвы (ДПиООС) — департамент Правительства Москвы, орган исполнительной власти, обладающий правами специально уполномоченного государственного органа в области охраны окружающей природной среды, охраны атмосферного воздуха, объектов животного мира и среды их обитания, сохранения биологического разнообразия, государственной экологической экспертизы на территории Москвы.

## История
С проблемой охраны окружающей среды Москва остро столкнулась в XX веке, в период особенно активного роста и промышленного развития, когда площадь города в течение столетия увеличилась с 242 до 1070 км². Именно в Москве в 1983 году был учреждён один из первых двух в СССР национальных парков — «Лосиный Остров». Также в 1991 году в столице был создан первый в стране природный парк — «Битцевский лес». В 1989 году на 9-й сессии Моссовета было принято решение о проведении паспортизации всех природных территорий в черте Москвы. В 1998 году в Москве была образована сеть из двенадцати особо охраняемых природных территорий, входящих в черту города: национальный парк «Лосиный Остров», природные парки «Тушинский» и «Битцевский лес», природные и ландшафтные заказники «Долина реки Сетунь», «Тёплый Стан», «Воробьёвы Горы», природно-исторические парки «Кусково», «Москворецкий», «Царицыно», «Измайлово», «Останкино» и «Покровское-Стрешнево», а также памятник природы «Серебряный Бор». В 1999 году государственной экологической экспертизой было вынесено положительное заключение Генеральному плану Москвы, в котором учитывалось сохранение природного комплекса города. В 2001 году была издана Красная книга Москвы.
Первым подведомственным городской власти органом, контролирующим охрану природы, стал Московский городской комитет по охране природы (Москомприрода), образованный решением исполкома Моссовета от 6 сентября 1988 года №1887 «О коренной перестройке дела охраны природы в городе Москве». 30 декабря 1993 года указом мэра Москвы Юрия Лужкова комитет был преобразован в Московский городской комитет охраны окружающей среды и природных ресурсов. 29 августа 2000 года на базе комитета был учреждён Департамент природопользования и охраны окружающей среды города Москвы. С 2001 по 2010 года руководителем Департамента был Леонид Бочин. 10 ноября 2010 года после его отставки новым руководителем был назначен Антон Кульбачевский. 27 сентября 2023 года был отправлен в отставку. Его место на текущий момент занимает бывший руководитель Главконтроля Юлия Урожаева.

## Современность
Основные задачи Департамента направлены на формирование единой городской природоохранной политики, контроль за экологическими требованиями при строительстве зданий и сооружений, участие в развитии природоохранного законодательства, экологическое воспитание и формирование экологической культуры. С 31 марта 2011 года при Департаменте действует Общественный экологический совет, созданный для взаимодействия Департамента с общественными организациями в сфере охраны окружающей среды. Руководителем Департамента с 10 ноября 2010 года является Антон Кульбачевский. Заместители руководителя — Игорь Жевачевский, Юлия Кудряшова, Евгения Семутникова.
Департамент курирует природоохранную политику в столице, в частности, инициирует мероприятия, призванные улучшить экологическую ситуацию в городе. Осуществляются проверки автозаправочных станций на предмет некачественного топлива, по инициативе Департамента промышленные предприятия Москвы осуществляют модернизацию очистных сооружений и внедряют оборудование, фиксирующее данные о количестве выбросов в атмосферу. В 2015 году Департамент выдвинул инициативу об ужесточении ответственности предприятий за сокрытие информации о количестве загрязнений. По словам главы Департамента, при текущих тенденциях к 2030 году воздух в городе должен стать чище на 30%. С 2014 года в Москве проводится акция «Миллион деревьев», в рамках которой в городе увеличивается количество зелёных насаждений.
Готовится к утверждению в 2017 году Экологическая стратегия Москвы до 2030 года, в которой определены приоритеты в экологической политике города. На расширенной коллегии столичного Департамента природопользования и охраны окружающей среды 23 марта 2016 года руководитель Департамента Антон Кульбачевский заявил, что действия Департамента в 2015 году и планы на 2016 год соответствуют планируемой к принятию стратегии. В марте 2017 года Департамент поддержал ежегодную акцию «Час Земли».
С 2023 года полномочия по использованию и содержанию особо охраняемых природных территорий теперь получили департамент ЖКХ и префектуры административных округов Москвы. Департамент капитального ремонта теперь будет обеспечивать высадку зеленых насаждений, а полномочия по подготовке проектов правовых актов правительства Москвы об утверждении, изменении положений об ООПТ и их границ возложили на Москомархитектуру. За самим департаментом природопользования сохранились полномочия по управлению эколого-просветительскими центрами. ГПБУ «Мосприрода» в состав которой входят дирекции ООПТ, перешла в подчинение Департамента культуры г. Москвы.

## Список подведомственных организаций
- Государственное казенное учреждение города Москвы «Дирекция по реализации проектов в области экологии и лесоводства» («Дирекция ДПиООС»)
- Государственное унитарное предприятие «Центр по выполнению работ и оказанию услуг природоохранного назначения»
- Государственное природоохранное бюджетное учреждение «Мосэкомониторинг»